# Sugeng
Sugeng is een bestuurslaag in het regentschap Mojokerto van de provincie Oost-Java, Indonesië. Sugeng telt 591 inwoners (volkstelling 2010).